# المعتقلون الكويتيون في غوانتانامو
تم اعتقال 12 شخصاً كويتياً في معتقل غوانتانامو الذي يقع في كوبا بسبب اتهامات وُجهت إليهم تدّعي ارتباطهم بتنظيم القاعدة أو حركة طالبان. حيث نفوا جميعاً التُهم المُوّجهة إليهم. وادعوّا بأنهم كانوا في مُهمات خيرية. تم الإفراج عنهم جميعاً في أزمانٍ مُتفاوتة كان آخرهم فايز الكندري الذي أُفرج عنه في تاريخ 6 يناير 2016.

## المعتقلون
| رقم الاعتقال | الاسم                       | تاريخ الاعتقال | تاريخ إطلاق السراح | ملاحظات                                                                                          |
| ------------ | --------------------------- | -------------- | ------------------ | ------------------------------------------------------------------------------------------------ |
| 65           | عمر رجب أمين                | 2002-01-12     | 2006-09-06         | - زعم أنه عضو في لجنة خيريّة غير حكومية.                                                          |
| 205          | ناصر نجيري المطيري          | 2002-02-07     | 2005-01-16         | - موظف بوزارة التربية الكويتية. - اتهم بأنه قاتل في الخطوط الأمامية.                             |
| 213          | خالد عبد الله مشعل المطيري  | 2002-02-09     | 2009-10-09         | - اسمه يختلف في القوائم الرسمية.                                                                 |
| 217          | عبد العزيز ساير عوين الشمري | 2002-02-10     | 2005-11-02         | - خريج كلية الشريعة في جامعة الكويت ومدرس دار القرآن. - كان متواجداً في معركة قلعة جانغي.         |
| 220          | عبد الله صالح العجمي        | 2002-01-17     | 2005-11-02         | - اتهم بأنه كان مُقاتلاً في أفغانستان. - بعد اطلاق سراحه بثلاثة سنوات نفّذ هجوماً انتحارياً في العراق |
| 228          | عبد الله كامل الكندري       | 2002-05-01     | 2005-11-02         | - اسمه لا ينطبق مع القائمة الرسمية.                                                              |
| 229          | محمد فنيطل الديحاني         | 2002-05-03     | 2005-11-02         | - ادّعى أنه كان في حملة خيرية.                                                                    |
| 232          | فوزي العودة                 | 2002-02-12     | 2014-11-05         | - اعتقل في كراتشي في أحد مراكز القرآن.                                                           |
| 551          | فؤاد محمد الربيعة           | 2002-05-01     | 2002-05-01         | - تم اتهامه بنقل الأموال إلى أسامة بن لادن.                                                      |
| 552          | فايز محمد الكندري           | 2002-05-01     | 2016-01-08         | - آخر من أطلق سراحهم من المعتقلين الكويتيين بعد اعتقال دام 14 عاماً.                              |
| 568          | عادل زامل الزامل            | 2002-05-04     | 2005-11-02         |                                                                                                  |
| 571          | سعد ماضي العازمي            | 2002-05-01     | 2005-11-02         | - اتهم بأنه له صلة بتنظيم القاعدة.                                                               |